# زایو
زایو (به فرانسوی: Zaïo) یک منطقهٔ مسکونی در مراکش است که در استان الناظور واقع شده‌است. زایو ۵۸٬۰۰۰ نفر جمعیت دارد.